# Palacio municipal de Girardot
El edificio de la Alcaldía de Girardot es un edificio usado como sede gubernamental del Municipio Atanasio Girardot, ubicado en la ciudad de Maracay, Venezuela. Se encuentra al norte del Casco Histórico o Central de la ciudad.
El edificio posee además la biblioteca municipal "Agustín Padrón", una galería de arte y una plaza con fuentes de agua y jardines abiertos al público. También es sede de Radio Girardot 96.1FM.

## Ubicación
La alcaldía de Girardot se encuentra a un costado del Cuartel de Caballería Páez en el centro-norte de Maracay. El costado oeste del edificio comunica con la avenida Las Delicias. El edificio también está cerca de la avenida Casanova Godoy, el edificio Corpoindustria (actual gobernación del estado) y del Palacio de Justicia. De igual forma, se encuentra cerca de varios centros comerciales y en medio de las urbanizaciones San Isidro y Base Aragua de la Parroquia Madre María de San José.
- Datos: Q5818365
- Multimedia: Edificio de la Alcaldía de Girardot / Q5818365